# José Antonio Díaz
José Antonio Díaz (ur. 23 października 1960 w El Cano) – argentyński duchowny katolicki, biskup Concepción od 2021.

## Życiorys

### Prezbiterat
Święcenia kapłańskie otrzymał 14 grudnia 1985 i został inkardynowany do diecezji Catamarca. Pracował głównie jako duszpasterz parafialny, pełnił także funkcje m.in. wicerektora niższego seminarium, rektora części propedeutycznej w wyższym seminarium oraz wikariusza biskupiego ds. duszpasterstwa młodzieży.

### Episkopat
26 czerwca 2021 papież Franciszek mianował go biskupem diecezji Concepción. Sakry udzielił mu 12 sierpnia 2021 metropolita Salty – arcybiskup Mario Antonio Cargnello.